# Асилізавр древній
Асилізавр древній (Asilisaurus kongwe, з суах. asili — «предок», «фундамент») — вид вимерлих архозаврів із родини силезаврових. Скам'янілості асілізавра були виявлені в пластах Manda в Танзанії, формації, яка зазвичай датується анізієм. Однак деякі автори стверджують, що утворення може бути раннім карнійським.